# رود ارغستان
رود ارغستان در جنوب افغانستان قرار دارد و از میان منطقه ارغستان و ولایت زابل و قندهار عبور می‌کند. این رود که از رودهای دوری و هلمند منشعب شده ۲۸۰ کیلومتر طول دارد و حوزه آبگیر آن حدود ۲۰ کیلومتر مربع وسعت دارد.

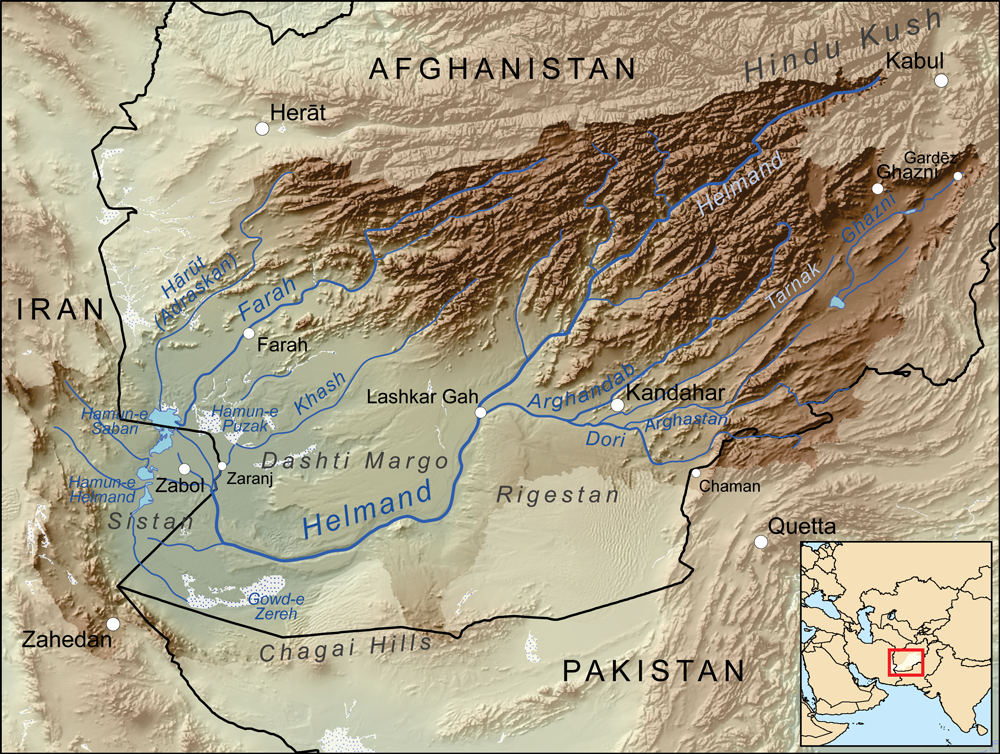
نقشه حوضه آبگیر سیستان و رود ارغستان

## موقعیت جغرافیایی
این رود در جنوب شرقی افغانستان، در ولایت زابل نزدیک مرز پاکستان سرچشمه می‌گیرد. مقداری بعد از قسمت ابتدایی، مسیر رود ارغستان از غرب به جنوب غربی را می‌رود. در ۴۸ کیلومتری جنوب غربی قندهار به رود دوری وصل می‌شود. در قسمت‌های کم عمق‌تر آب این رودخانه به مصرف آبیاری مرغزارهای قندهار می‌رسد و جریانش بشدت کاهش می‌یابد. میانگین جریان سالانه آب در این رودخانه، در نزدیکی شهر قندهار ۲ متر مکعب در ثانیه است.
رود لورا که از نزدیکی دریاچه آب ایستاده می‌گذرد در نقاط پایینی به رود ارغستان می‌پیوندد.